# Боевая подготовка
Боева́я подгото́вка — организованный процесс воинского обучения, имеющий целью предоставить войскам возможность максимально эффективно использовать совокупность всех сведений, приёмов и навыков, необходимых вооружённым силам для несения боевой службы в военное время.

## Организация боевой подготовки

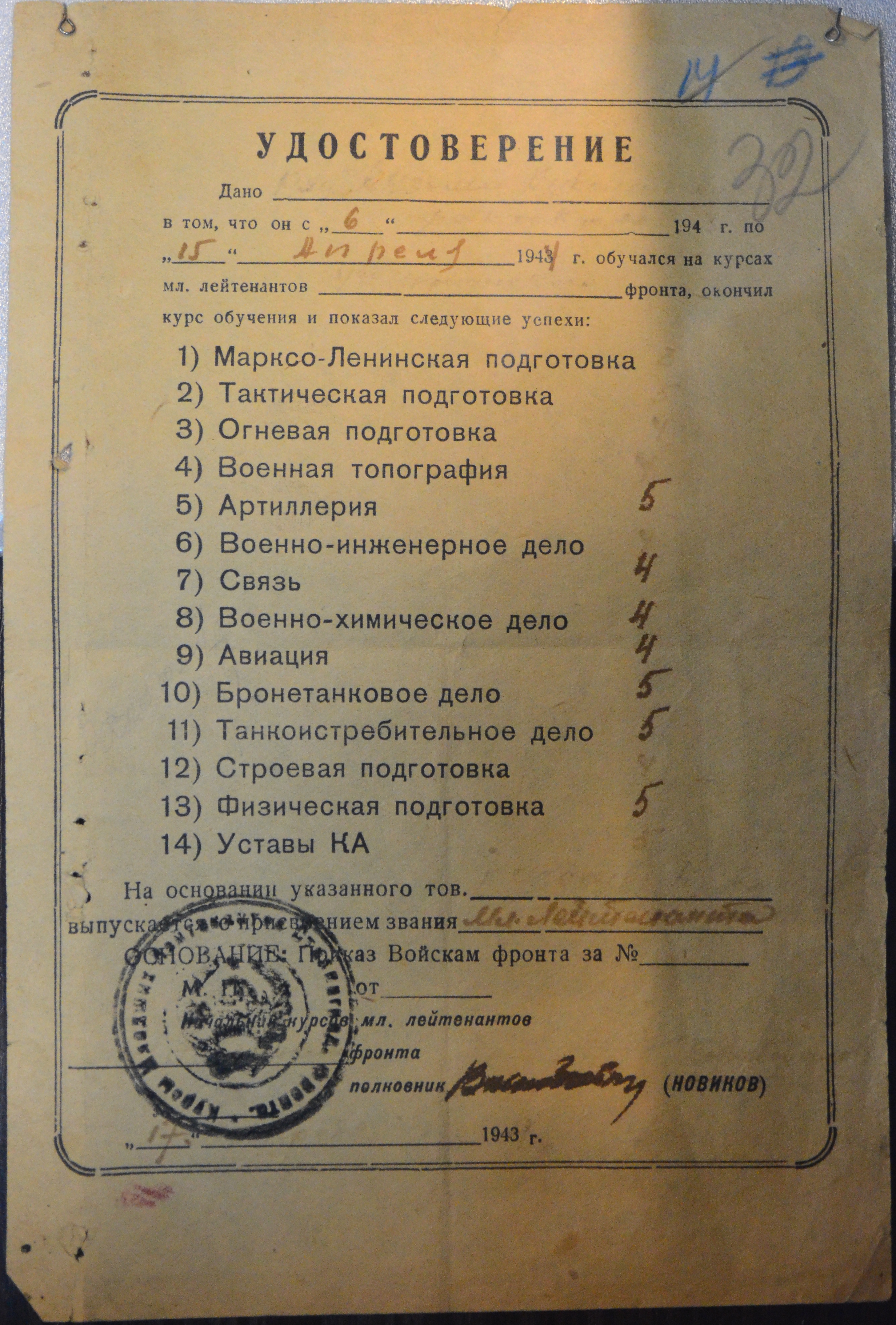
Удостоверение о прохождении курса боевой подготовки младшего офицера с перечислением включённых дисциплин (СССР, 1943)

Боевая подготовка вооружённых сил является результатом всей деятельности войск в мирное время, и практически невозможно указать, какая именно из отраслей мирного обучения имеет в этом вопросе решающее значение. Одиночное обучение, уставные учения, караульная служба, стрельба, тактические учения, полевое инженерное дело, учебные манёвры, — всё это, каждое по своему, развивая войска в различных отношениях, то косвенно, то непосредственно, способствует их боевой подготовке и повышению боевой готовности.
Для повышения эффективности боевой подготовки проводят занятия по боевому слаживанию, издают специализированные наставления (например, наставление по стрелковому делу), изготавливают специальные тренажёры (например, тренажёры по вождению гусеничной техники), создают полосы препятствий, обустраивают плацы, проводят учебные манёвры, организуют военные соревнования между частями (например, «скачки»).[уточнить]
Боевую подготовку в Вооружённых Силах СССР определяли учебными планами и программами (в соединениях планировали сразу на 1 год, а непосредственно в частях — ежемесячно до батальона; в ротах — на 1 неделю). Планирование и личное руководство осуществляли командиры соединений и частей. Многое из этого было перенесено затем и в Вооружённые Силы Российской Федерации.

## Виды боевой подготовки
Независимо от принадлежности вооружённых сил к государству, боевую подготовку делят на 3 раздела:
- Общевоинская подготовка — комплекс занятий по обучению дисциплинам, обучение которым считают необходимым для всех военнослужащих независимо от рода войск и вида вооружённых сил. Некоторые разновидности общевоинской подготовки преподают военнослужащим в зависимости от военно-учётной специальности только в ознакомительной поверхностной форме. К примеру, тактическая подготовка для военнослужащих специальных войск при прохождении курсов молодого бойца. Курс молодого бойца является обобщённой начальной стадией общевоинской подготовки
- Специальная подготовка — углублённый курс изучения дисциплин, имеющий отношение к военно-учётной специальности
- Оперативная подготовка — совокупность учебно-тренировочных мероприятий по боевой подготовке генералитета и высшего офицерского состава

## Общевойсковая подготовка
Независимо от принадлежности вооружённых сил к государству, общевойсковую подготовку делят на следующие разновидности (зависит от принятой в государстве военной терминологии):

### Строевая подготовка

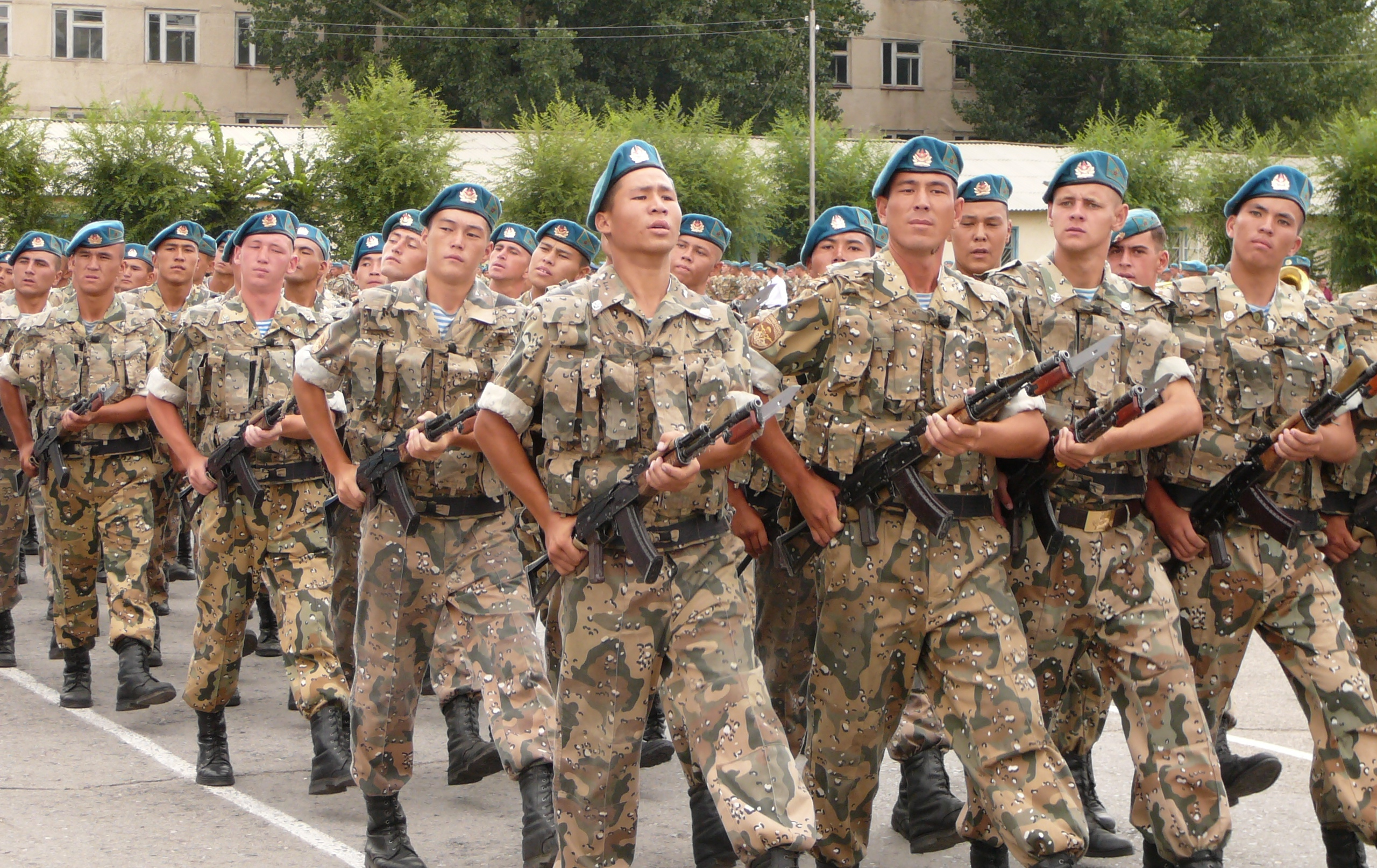
Строевая подготовка.
Бойцы 35-й огдшбр проходят торжественным маршем.
Казахстан, 2008 год

Строевая подготовка — первичная дисциплина обучения военнослужащих и подразделений умению составлять строй и передвижению в строю. Строевая подготовка является главной и первоначальной дисциплиной с которой начинают знакомство молодых военнослужащих с военной службой. Её целью является:
- Приучение военнослужащих к соблюдению образцового внешнего вида, подтянутости, ловкости и выносливости;
- Умение правильно и быстро выполнять команды;
- Выполнение строевых приёмов с оружием и без оружия;
- Слаживание подразделений для походного строя в предбоевых порядках и в условиях боевой обстановки;
- Закрепление у военнослужащих серьёзного отношения к поведению в строю, к взаимовыручке военнослужащих и коллективной ответственности.

Методы проведения строевой подготовки:
- Групповая подготовка военнослужащих по составлению строя различных порядков (в колонны, шеренги);
- Одиночная и групповая подготовка военнослужащих по выработке строевого шага и выполнению команд на месте и на ходу;
- Выполнение строевых приёмов с оружием и без оружия;
- Прохождение торжественным маршем и прохождение с исполнением строевой песни.

Все элементы и правила строевой подготовки закреплены в строевом уставе. Занятия по данной дисциплине осуществляют на протяжении всего отчётного учебного периода.

### Изучение уставов
Занятия по изучению общевоинских уставов. Задачей данного вида обучения является социально-правовая работа с военнослужащим по разъяснению прав и обязанностей, выработке служебной ответственности и добросовестности в выполнении приказов и поручений.
В зависимости от принадлежности к государству терминология в названии воинских уставов может быть различна. К примеру, в ВС СССР существовало понятие общевоинские уставы, изучение которых считали обязательным для всех родов войск и которые имели следующие разновидности:
- Устав внутренней службы — сборник нормативно-правовых актов описывающий общие права и обязанности военнослужащих и взаимоотношения между ними, обязанности должностных лиц, а также правила внутреннего порядка;
- Дисциплинарный устав — сборник нормативно-правовых актов описывающий полномочия должностных лиц по наложению и снятию дисциплинарных взысканий, порядок производства взысканий и поощрений налагаемых на военнослужащих и их разновидности;
- Строевой устав — сборник правил регламентирующих действия и движение военнослужащих находящихся в строю: управление строем, порядок построения военнослужащих, порядок отдания воинской чести, порядок передвижения на поле боя и в марше, порядок и последовательность действий в воинских церемониях, обязанности военнослужащего перед построением, правила проведения строевого смотра;
- Устав гарнизонной и караульной службы — сборник нормативно-правовых актов, определяющий порядок организации и несения гарнизонной и караульной служб.

### Физическая подготовка

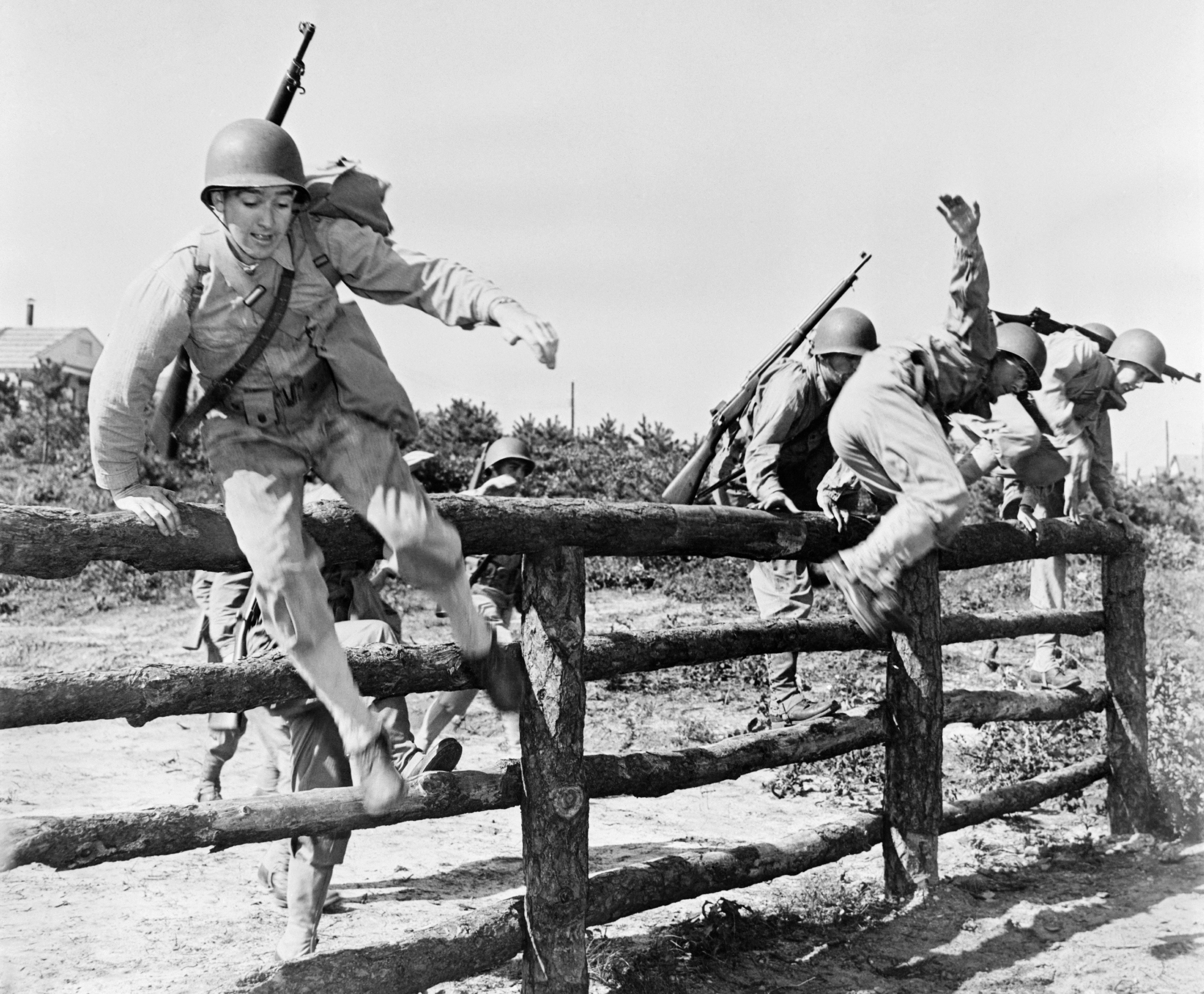
Физическая подготовка.
Преодоление полосы препятствий.
США, 1942 год

Физическая подготовка — дисциплина, направленная на укрепление здоровья военнослужащих, увеличения выносливости, силы и ловкости. Физическая подготовка состоит из следующих мероприятий:
- ОФП — выполнение ежедневного комплекса утренней зарядки. В комплекс входят: бег на средние дистанции, выполнение физических упражнений на спортивных снарядах (турник, брусья, тренажёры), общее выполнение комплекса вольных упражнений на плацу;
- СФП — проведение специальных занятий по физической подготовке согласно учебному расписанию: бег в средствах индивидуальной защиты, занятия по рукопашному бою, преодоление полосы препятствий, марш-бросок в полной боевой выкладке;
- проведение спортивных соревнований среди военнослужащих как по индивидуальным состязаниям (лёгкая атлетика, тяжёлая атлетика, единоборства), так и по командным видам спорта (футбол, волейбол).

Правила занятий и оценка результатов по физической подготовке закреплены внутренними инструкциями вооружённых сил государства. К примеру в ВС СССР подобным документом являлось «Наставление по физической подготовке» (последняя редакция — НФП-87).

### Тактическая подготовка

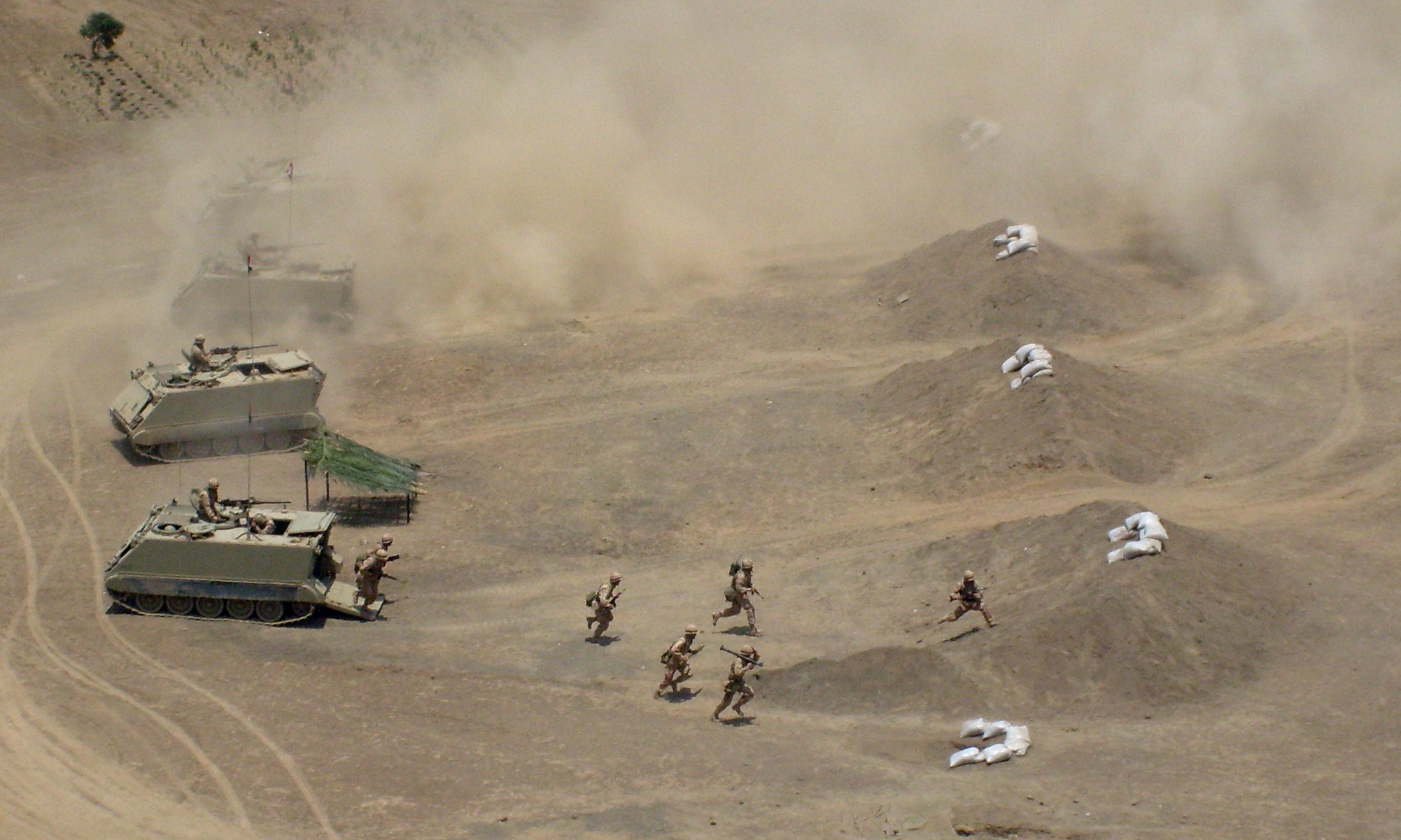
Тактическая подготовка.
Учения взвода механизированной пехоты по действиям в обороне.
Перу, 2007 год

Тактическая подготовка — дисциплина обучения военнослужащих умению вести бой. В данной дисциплине военнослужащих обучают как индивидуальным действиям, так и действиям в составе подразделений в условиях боя.
Мероприятия по тактической подготовке:
- тактико-строевые занятия с личным составом подразделений по совершению марша и развёртыванию в боевые порядки;
- отработка развёртывания боевых порядков в обороне и наступлении по этапам;
- индивидуальное обучение военнослужащих по перемещению на поле боя;
- тактико-строевые занятия по боевому слаживанию подразделений;
- проведение тактических учений различного уровня (БСО — боевые стрельбы отделений, БСВ — боевые стрельбы взводов в наступлении/обороне, РТУ — ротные тактические учения, БТУ — батальонные тактические учения).

### Огневая подготовка

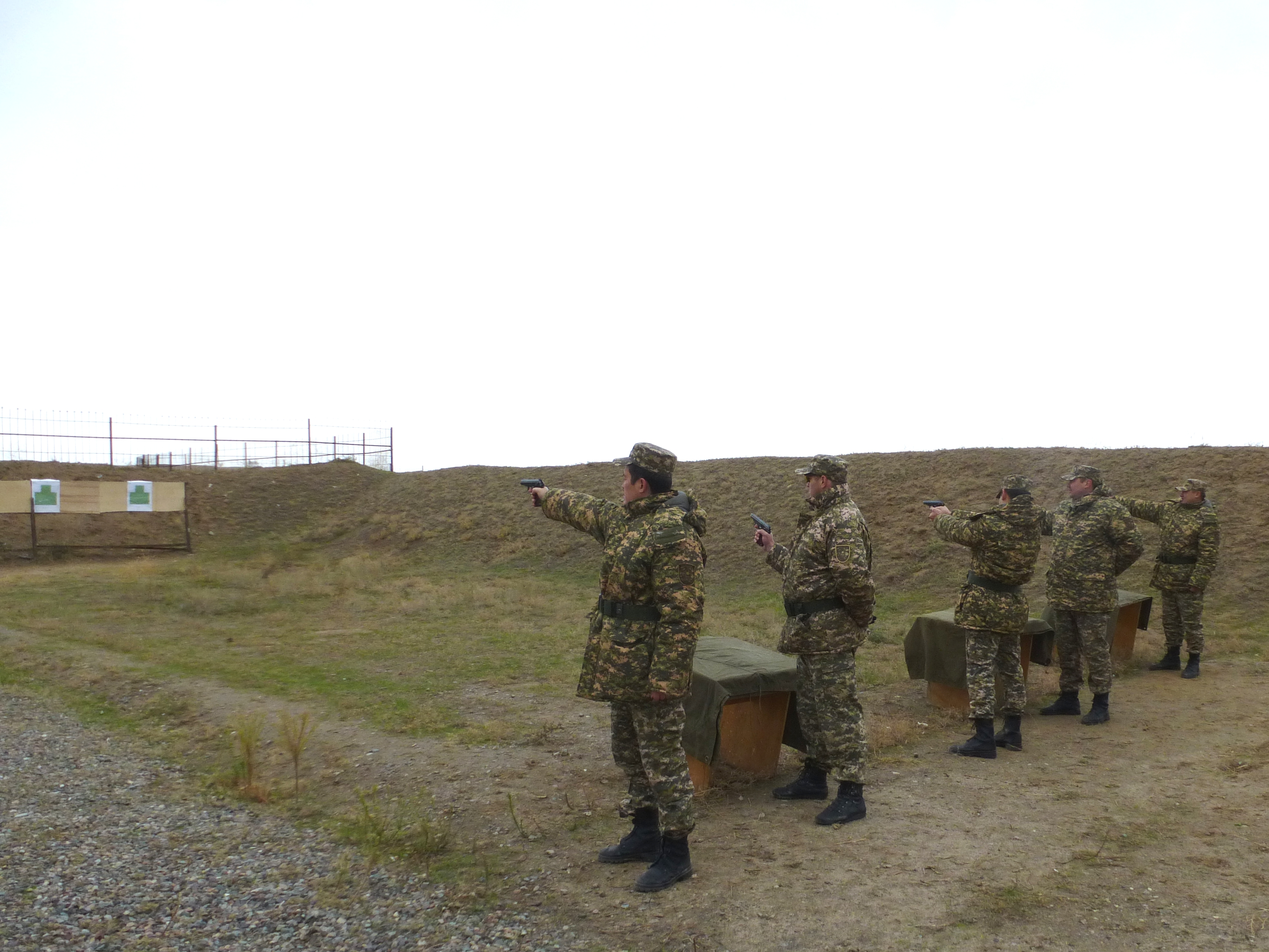
Огневая подготовка
Выполнение стрельб из ПМ офицерами запаса.
Казахстан, 2014 год

Огневая подготовка — дисциплина обучения военнослужащих по обращению с оружием, вооружением и его боевому применению.
Мероприятия по огневой подготовке:
- занятия по изучению устройства и технических параметров материальной части (винтовки, пистолета, автомата, орудия, ПТУРС, гранатомёта). Сборка и разборка оружия. Обучение техническому уходу за оружием;
- занятия по изучению теории стрельбы, основам баллистики, изучению технических параметров боеприпасов;
- стрельбы. Выезд на стрельбище (выход в тир) на практическое осуществление стрельб из штатного закреплённого оружия/вооружения по мишеням согласно условиям учебных упражнений стрельб;
- учебное и боевое метание ручных гранат.

В воинских частях, имеющих на вооружении только индивидуальное стрелковое оружие, распространён термин «стрелковая подготовка».

### Разведывательная подготовка
Разведывательная подготовка — обучение военнослужащих формам и способам ведения разведки, а также обеспечения рекогносцировочных мероприятий командования. Главная и основная дисциплина в программе подготовки разведывательных подразделений. Остальные военнослужащие проходят курс разведывательной подготовки в необходимом объёме, поскольку в соответствии с положениями боевых уставов ведение разведки является обязанностью каждого военнослужащего.

### Инженерная подготовка войск

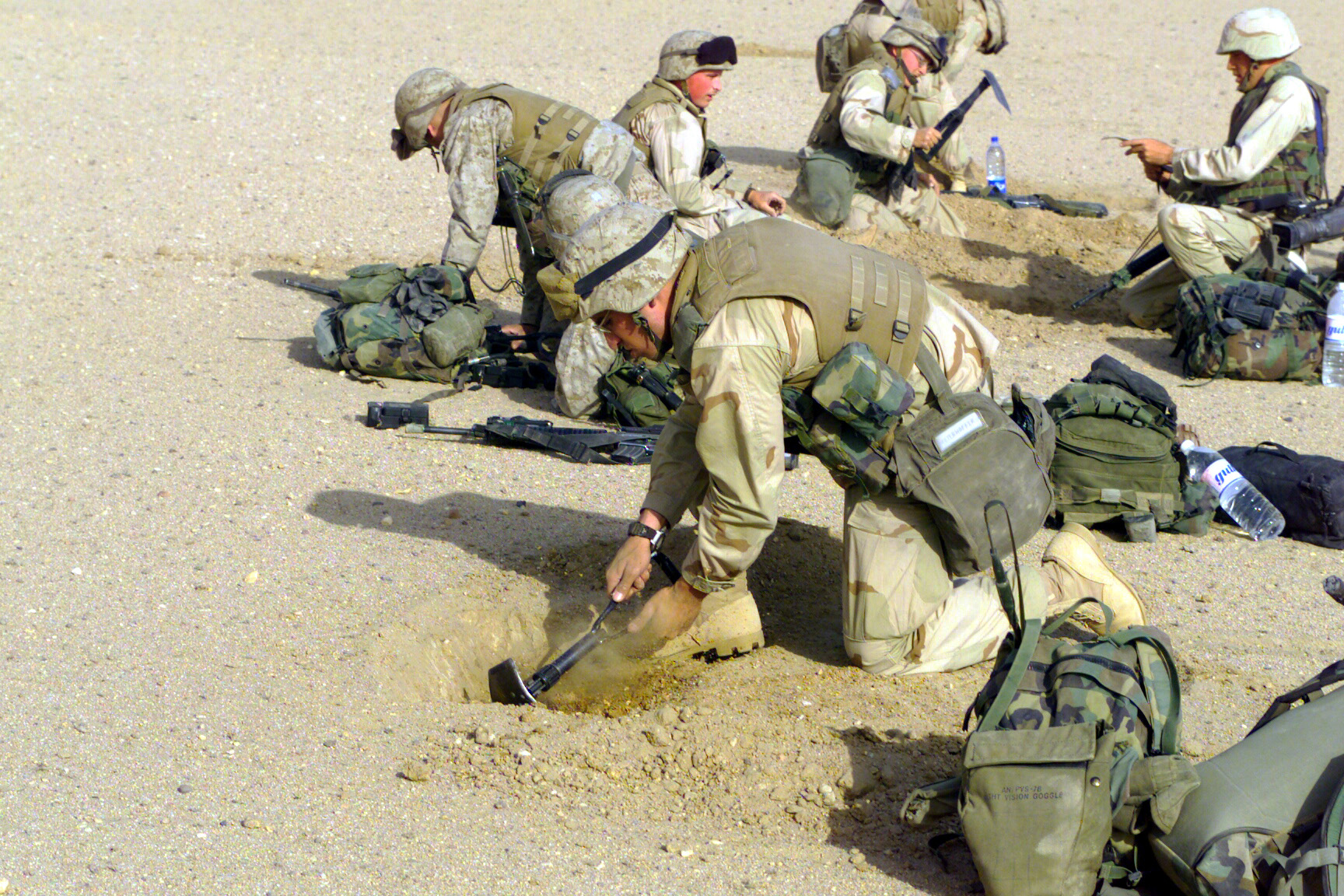
Инженерная подготовка.
Тренировка американских солдат в отрывании одиночных окопов.
Ирак, 2003 год

Инженерная подготовка войск — комплекс занятий по обучению личного состава обустройству оборонительных позиций и умению преодолевать инженерные заграждения противника в наступлении.
Инженерная подготовка состоит из следующих мероприятий:
- занятия по возведению индивидуальных окопов для стрельбы лёжа/сидя/стоя;
- занятия по возведению защищённых огневых точек;
- занятия по возведению и обустройству соединительных траншей;
- занятия по обустройству капониров для боевой и автомобильной техники;
- занятия по маскировке оборонительных позиций и штатной техники;
- занятия по наведению переправ через водные препятствия;
- занятия по возведению инженерных заграждений (эскарп, противотанковый ров, минное поле, установка малозаметных препятствий и т. д.);
- занятия по изучению штатного вооружения инженерных войск (миноискатель, мина, землеройная траншейная машина и т. д.).

### Химическая подготовка

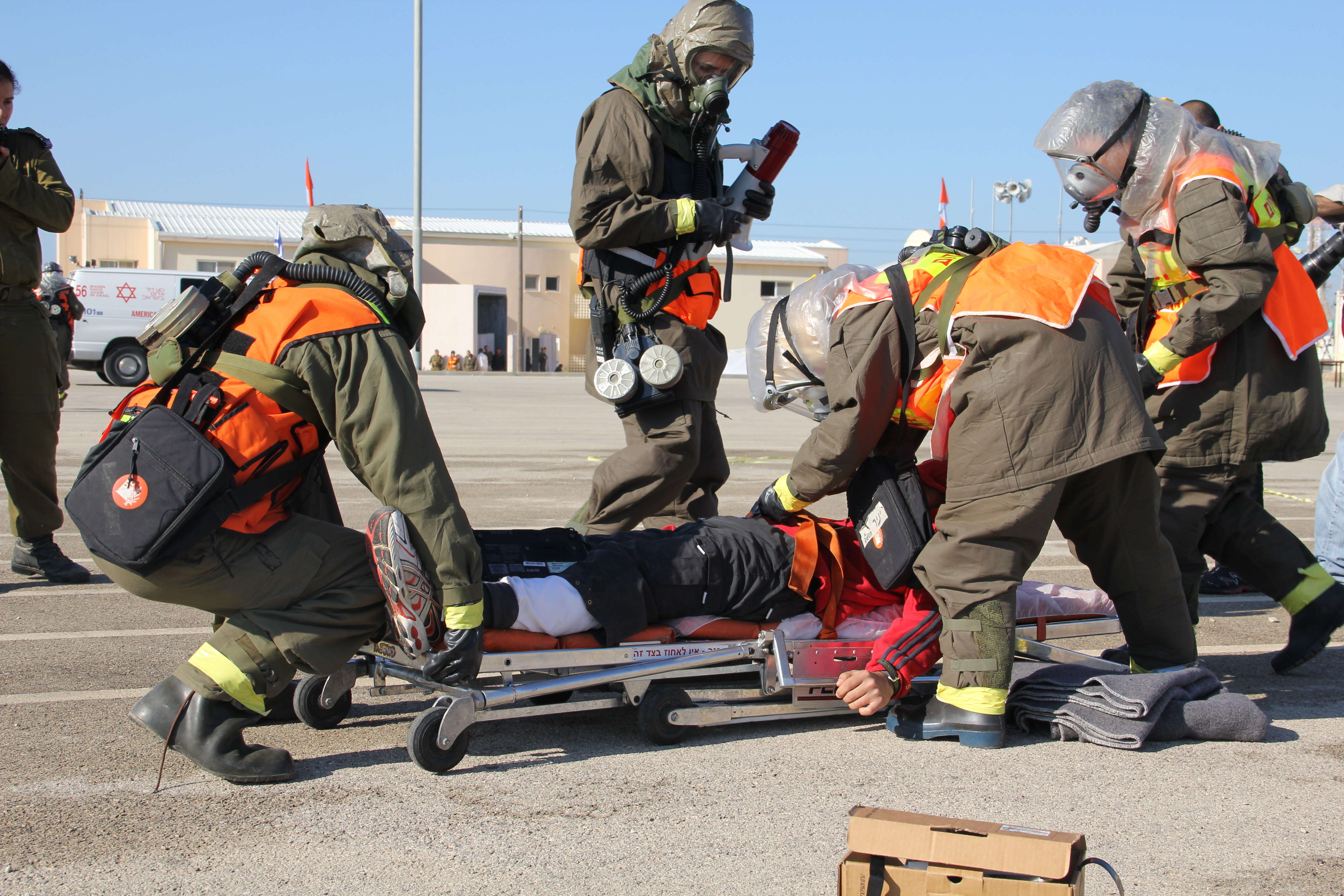
Химическая подготовка.
Израиль, 2011 год

Химическая подготовка — комплекс занятий по обучению военнослужащих ведения боевых действий в условиях применения противником оружия массового поражения. В данный комплекс входит обучение противодействию поражающих факторов ядерного оружия, химического оружия и биологического оружия. В ВС СССР наряду с термином химическая подготовка официально практиковали синоним ЗОМП (защита от оружия массового поражения).
Мероприятия по химической подготовке:
- занятия по изучению разновидностей и свойств оружия массового поражения и теории по защите от него;
- Практические занятия по использованию средств индивидуальной защиты (респиратор, противогаз, ОЗК);
- тактико-строевые занятия имитирующие походный марш, наступление или оборону в условиях применения противником оружия массового поражения;
- изучение технических средств для ведения химической и радиационной разведки.

### Военно-медицинская подготовка

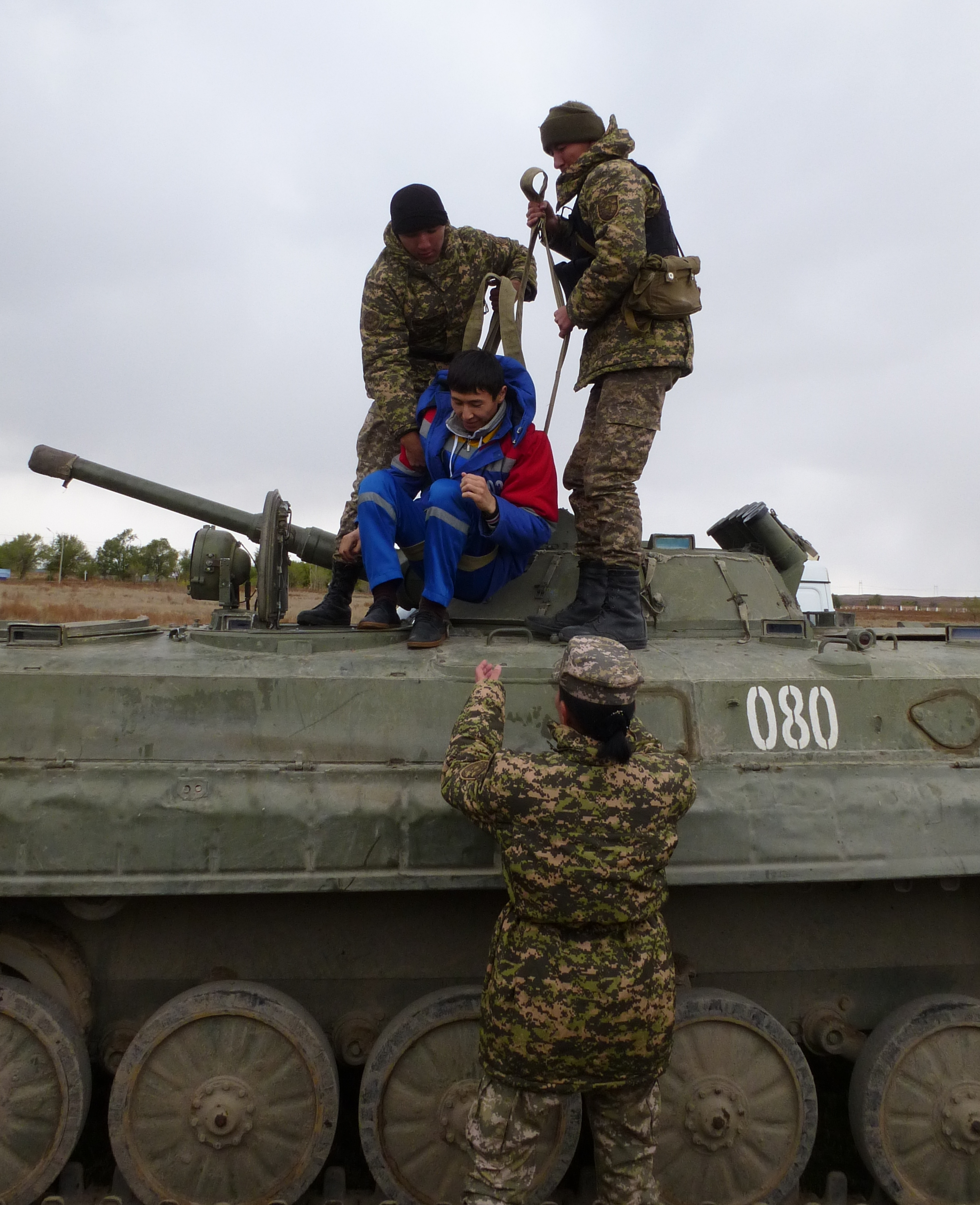
Военно-медицинская подготовка.
Показательная эвакуация условного раненого с повреждённым позвоночником из БМП-1.
Казахстан, 2014 год

Медицинская подготовка — комплекс занятий по оказанию первой медицинской помощи военнослужащим в случае получения различных травм, термических ожогов, ранений, отравления боевыми отравляющими веществами или инфекционного заболевания.

В зависимости от принадлежности к государству в мероприятия медицинской подготовки могут входить:
- учебные занятия по приёмам оказания первой медицинской помощи;
- учебные занятия по эвакуации раненых с поля боя и из боевой техники;
- обучение по пользованию индивидуальными медицинскими средствами (солдатская аптечка, ИПП);
- занятия по правилам соблюдения личной гигиены и санитарной безопасности.

### Морально-психологическая подготовка

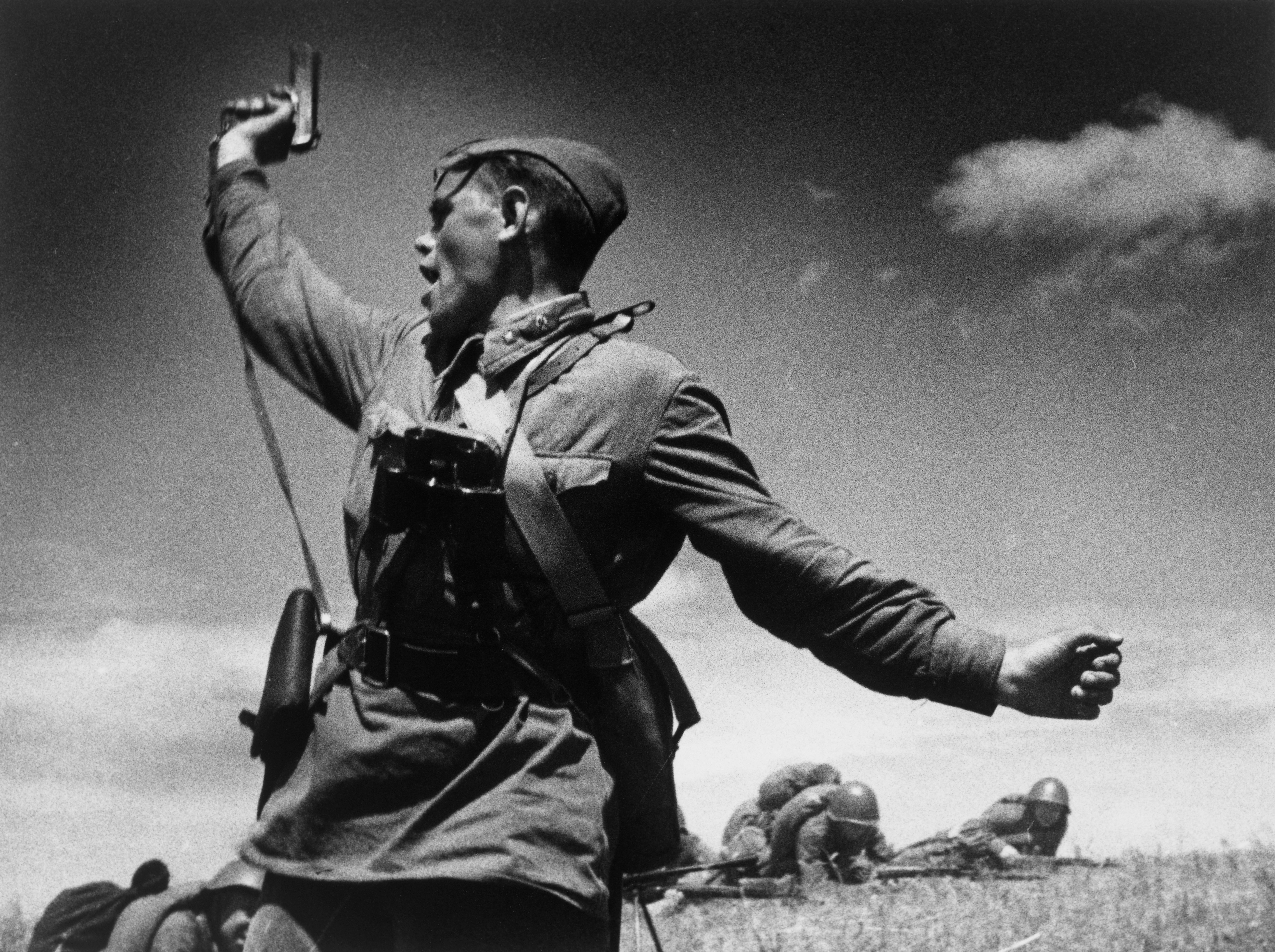
«Комбат» — знаменитая фотография М. Альперта.
Снимок использовался как средство Морально-психологической подготовки военнослужащих РККА в годы Великой Отечественной войны

Морально-психологическая подготовка — комплекс занятий по выработке у военнослужащих следующих качеств:
- беспрекословное выполнение приказов командиров и начальников;
- строгое соблюдение воинской дисциплины, воинских уставов и законодательства государства;
- устойчивость к стрессам, которые могут возникнуть у военнослужащего в ходе боевых действий и привести к посттравматическому синдрому;
- идеологически необходимое понимание военнослужащим его статуса и постановка требуемого личного отношения к проводимой государством политике;
- закрепление в сознании военнослужащего патриотизма;
- создание у военнослужащего боевого духа.

Данный вид подготовки является самым главным компонентом боевой подготовки, поскольку только она при должном уровне её осуществления, может в некоторой мере гарантировать достижение следующих целей:
- успешное выполнение боевых приказов в условиях с риском для жизни;
- идеологическую верность военнослужащего властям государства;
- контролировать сознание военнослужащего в критические стрессовые моменты.

В ВС СССР данный вид подготовки проводился и контролировался аппаратом Главного политического управления Вооружённых сил СССР.

### Иностранные армии
Отдельный подвид общевойсковой боевой подготовки составляют занятия по изучению организации, структуры, техники и вооружения иностранных армий и флотов (для краткости сами занятия и методические пособия к ним именуют просто «иностранные армии»). Для каждого конкретного государства существует свой собственный круг вероятных и потенциальных противников, для ВС СССР и России это в первую очередь, США и блок НАТО.

## Специальная подготовка

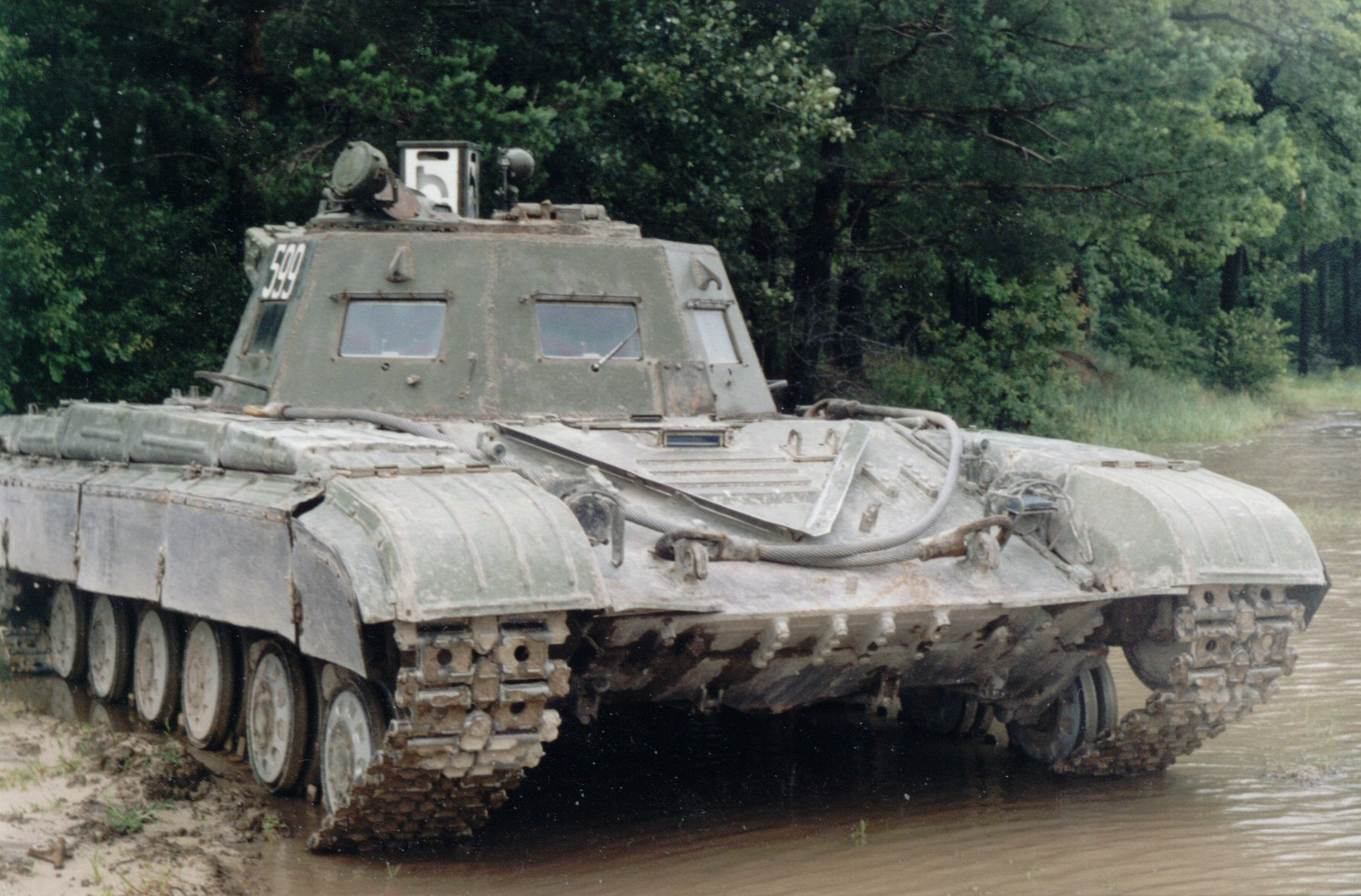
Ходовой тренажёр вождения ХТВ-64 на базе танка Т-64. Служил для отработки навыков вождения механиков-водителей танков Т-64

Специальная подготовка — общее название комплекса занятий по отдельным военно-учётным специальностям. В данном случае военнослужащих в подразделении разделяют на отдельные учебные группы по своим учётным специальностям (связисты, механики-водители, операторы башенного вооружения, операторы ПТУР, водолазы, электрики, операторы РЛС), либо проходят обучение в полном составе учебного подразделения.
Некоторые разновидности специальной подготовки встречаются только в определённых родах войск.

### Тактико-специальная подготовка
Тактико-специальная подготовка (ТСП) — тактическая подготовка с учётом специфики конкретной военной специальности и применительно к конкретному роду войск, может иметь широкий спектр включённых дисциплин.

#### Специальная инженерная подготовка
Специальная инженерная подготовка включает в себя:
- занятия по минно-подрывному делу (МПД) — для отдельных военных специальностей (например, разведчик-пиротехник), а также личного состава разведывательных и линейных подразделений некоторых родов войск (десантники и специальная разведка), чья специфика боевого применения предполагает указанный способ ведения боевых действий (минирование и подрыв заданных объектов в тылу противника). Включает в себя общую часть, изучение теории взрыва и практической работы со взрывчатыми веществами в объёме, который дают по универсальной программе подготовки мастера-взрывника в горных училищах и техникумах, и специальную часть, предназначенную только для военнослужащих указанных специальностей и родов войск.

### Техническая подготовка
Техническая подготовка — комплекс занятий по углубленному изучению устройства закреплённой штатной техники (танк, БТР, БМП, ЗРК, тягач, РСЗО, РЛС, артиллерийское орудие). Также на занятиях по технической подготовке изучают средства связи (радиостанции, полевые телефоны, радиоприёмники, радиомаяки).

Техническая подготовка встречается во всех родах войск. В сухопутных войсках к технической подготовке также относят учебные занятия по вождению боевой техники.

### Воздушно-десантная подготовка

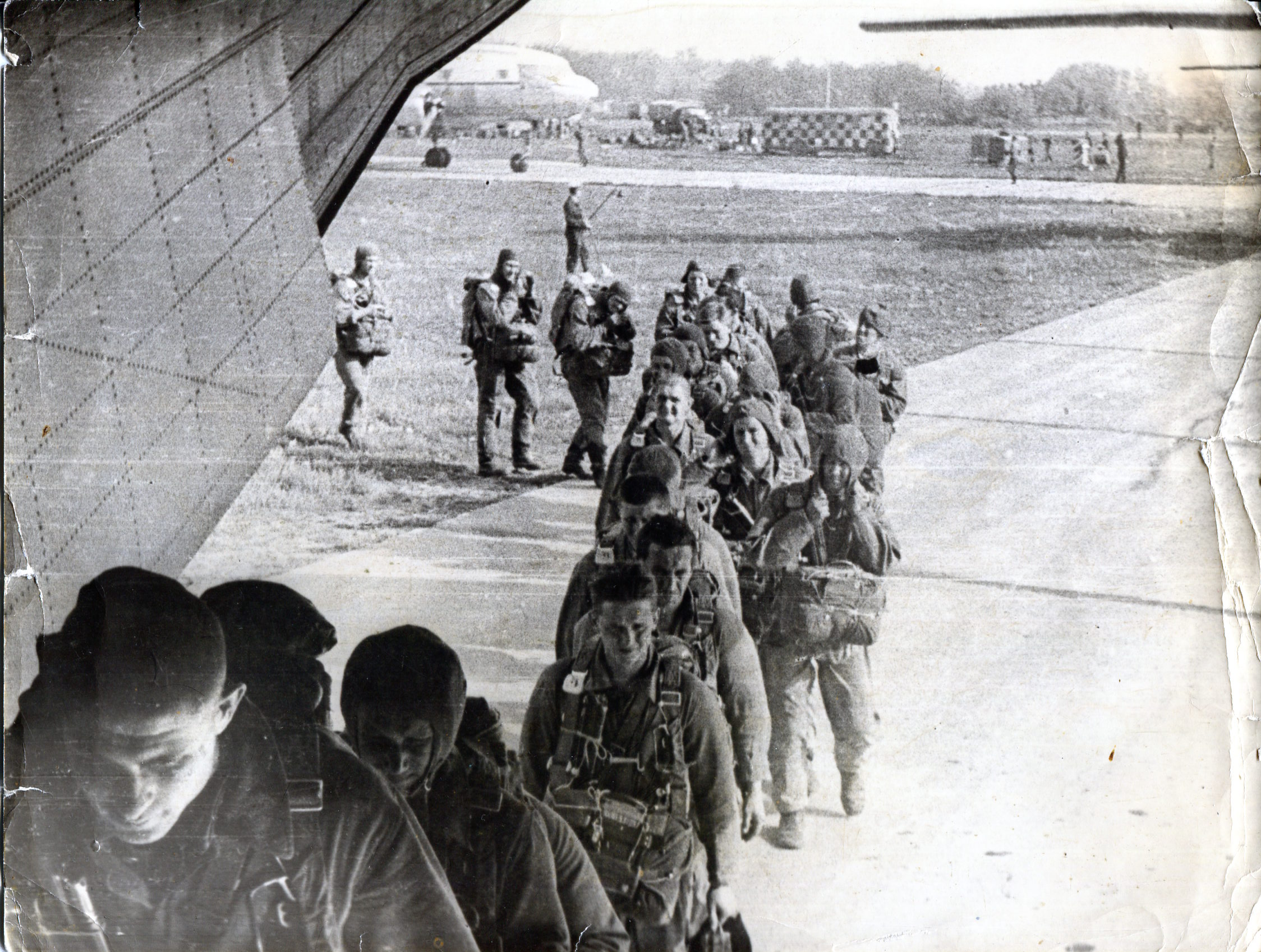
Воздушно-десантная подготовка.
Погрузка парашютистов на борт самолёта для совершения прыжков.
СССР, 1971 год

Воздушно-десантная подготовка — комплекс занятий по обучению совершения прыжков с парашютом, а также подготовке и воздушному десантированию снаряжения и боевой техники.

Встречается в следующих родах войск:
- Военно-воздушные силы;
- Воздушно-десантные войска;
- разведывательно-диверсионные формирования;
- разведывательно-десантные формирования сухопутных войск;
- парашютно-десантные формирования морской пехоты.

В комплекс занятий входят:
- изучение материальной базы — парашютные системы для десантирования людей и техники, грузовые контейнера, швартовочные приспособления;
- приведение парашютных систем к готовности — поэтапная укладка и проверка;
- упражнения на тренажёрах, имитирующих выброску с самолётов и вертолётов и спуск на парашютах;
- совершение прыжков в различных условиях (с оружием и без, в ночное время, приземление на воду).

### Лётная подготовка

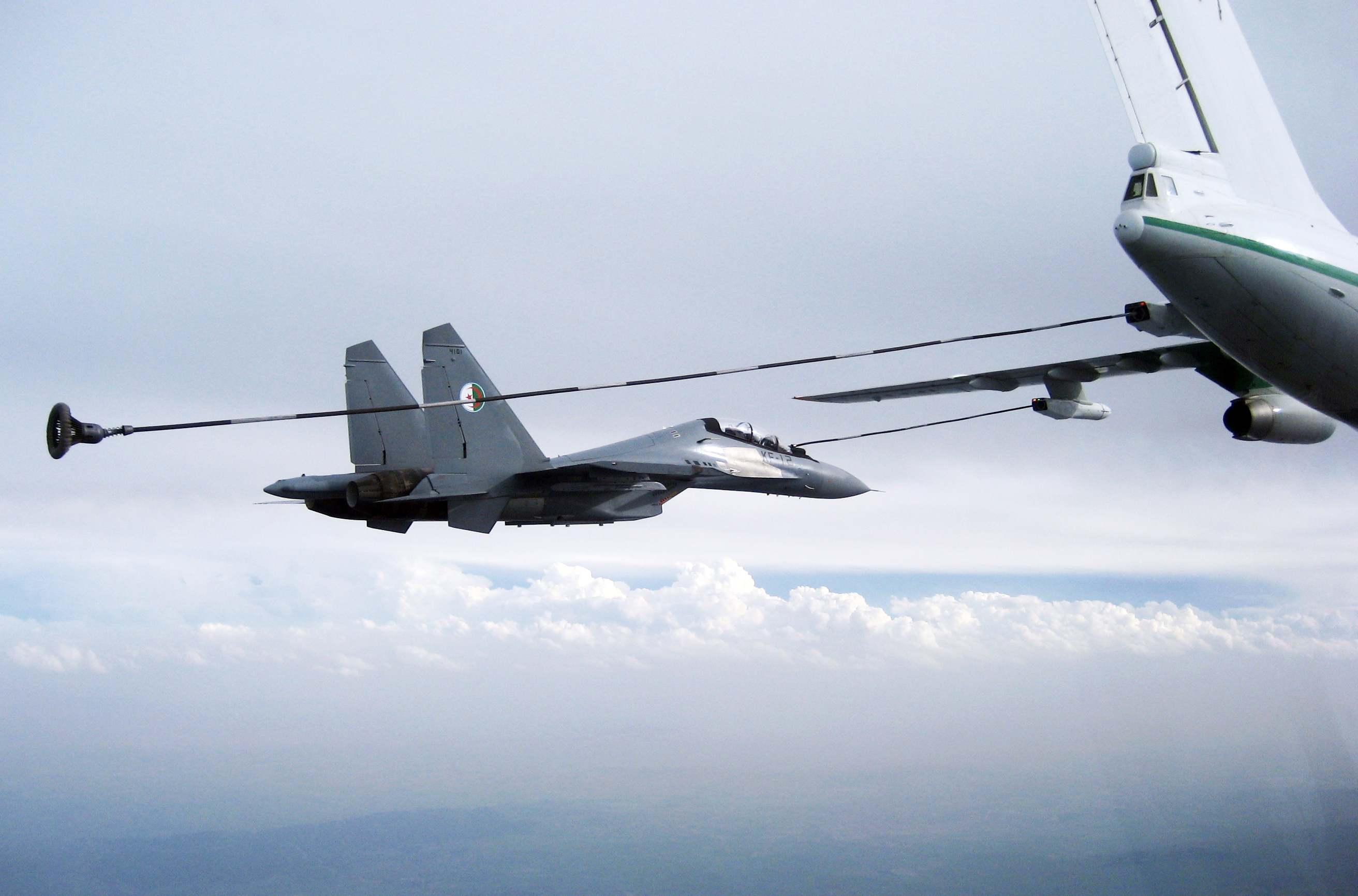
Лётная подготовка.
Отработка упражнения по дозаправке Су-30МКА в воздухе.
Алжир, 2013 год

Лётная подготовка — главный вид специальной подготовки в авиационных частях ВВС, ПВО, ВМФ, сухопутных войск и иных военизированных ведомств вооружённых сил, по совершенствованию навыков и умения лётного состава формирований, по управлению летательным аппаратом в различных условиях и действиям в особых случаях полёта.

Мероприятия по лётной подготовке:
- учебно-тренировочные полёты с инструктором;
- полёты в составе группы по заданному маршруту;
- выполнение воздушных учебных задач:
  - стрельба по воздушным мишеням;
  - учебное бомбометание;
  - учебный воздушный бой;
  - учебная штурмовка наземных целей;
  - дозаправка в воздухе.

### Топографическая подготовка
Топографическая подготовка — комплекс занятий по выработке у военнослужащих навыков работы с топографическими картами, умению ориентироваться на местности и произведении топографической привязки по местности. 

Во многих государствах топографическая подготовка входит в общевоинскую подготовку будущих офицеров. Но для следующих родов войск она является дисциплиной углубленного изучения, знание которой необходимо для большого круга военнослужащих, состоящих на разных военно-учётных специальностях:
- Артиллерийские войска;
- Радиотехнические войска;
- Войска ПВО;
- Военно-воздушные силы;
- Разведывательные и разведывательно-диверсионные формирования.

Мероприятия по Топографической подготовке:
- изучение основ картографии и топографии;
- изучение природных ориентиров сторон света;
- работа с учебными топографическими картами на местности;
- работа с макетами местности;
- изучение и работа с топографическими приборами (компас, гирокомпас, буссоль, дальномер, секстант, хронометр, GPS-приёмник) на местности для проведения топографической привязки наблюдателя, орудия, РЛС;
- проведение топографических расчётов (прокладка маршрута движения; определение дальности, площади и углов обстрела; совмещённая работа с артиллерийскими таблицами);
- учебные занятия по разметке на картах позиций своих войск и противника, работа с условными обозначениями;
- топографическая обработка аэрофотоснимков.

В современную эпоху, в связи с развитием систем спутниковой навигации и наличием GPS-приёмников на нижнем армейском звене, выполнение ранее сложных математических задач по топографической привязке к местности за последние 25-30 лет сильно упростилась и не требует использования таких классических приборов как артиллерийская буссоль, дальномер и компас. Но не следует забывать о том, что сама навигационная спутниковая система и её орбитальные составляющие компоненты являются уязвимыми. Поэтому только классическая методика топографической подготовки — гарантирует выполнение боевой задачи.

### Водолазная подготовка

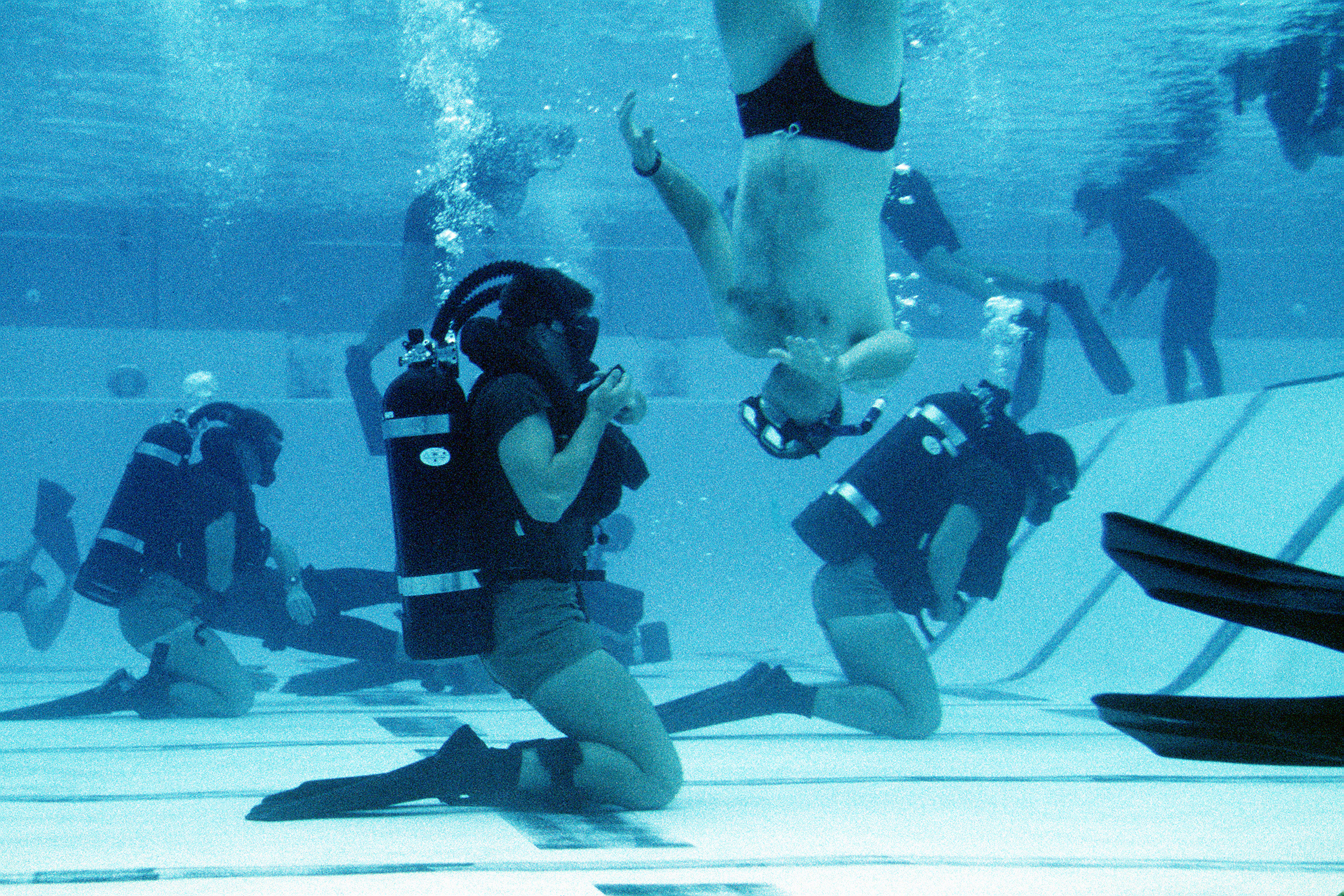
Водолазная подготовка
США, 1993 год

Водолазная подготовка — комплекс занятий по обучению совершения подводных погружений в индивидуальном снаряжении (акваланг, водолазный скафандр) для производства каких-либо работ под водой или по выполнению боевой задачи под водой.

Встречается в следующих родах войск:
- Военно-морской флот;
- Инженерные войска.

### Занятия по выживанию

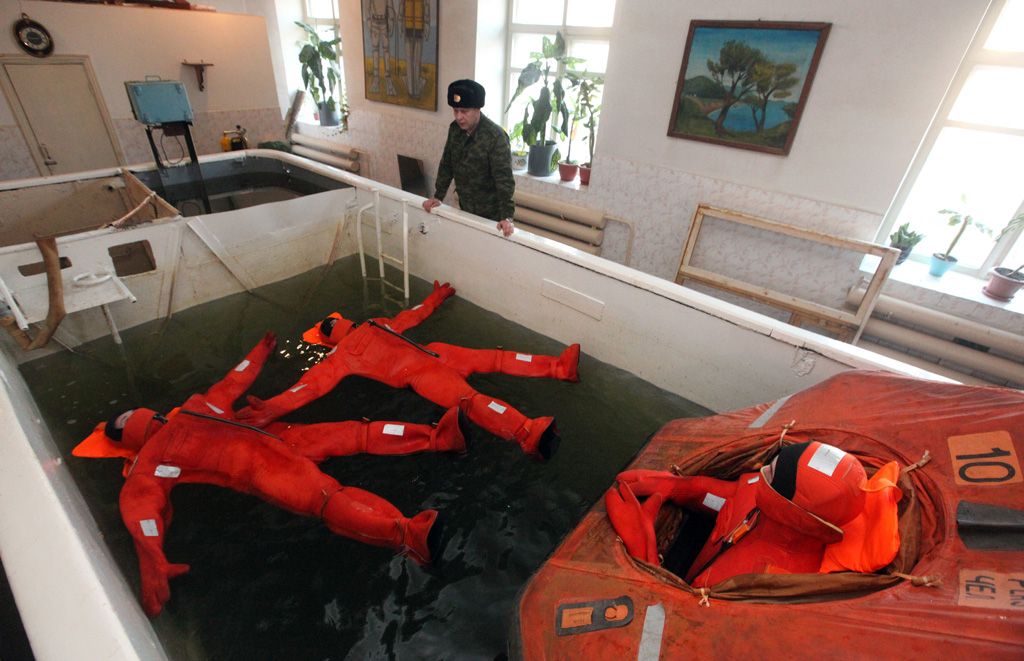
Занятия по выживанию.
Подготовка специалистов ВМФ
Россия, 2011 год

Занятия по выживанию — комплекс занятий по обучению военнослужащих к поведению в экстремальных нештатных ситуациях. Заключается в обучении пользованию штатными спасательными средствами, закреплению навыков по выживанию в сложных климатических условиях, а также действиям при возникновении чрезвычайных ситуаций природного характера.
К данному типу занятий относят:
- занятия по выживанию в военно-морском флоте по тушению пожаров на кораблях, по устранению пробоин и течи в корпусах кораблей, по действиям при покидании тонущего корабля;
- противопожарная подготовка во всех родах войск по обучению военнослужащих тушению пожаров на боевой технике и военных объектах;
- занятия по автономному выживанию — обучение лётного состава ВВС и военнослужащих разведывательно-диверсионных формирований по выживанию в сложных климатических условиях, с минимумом провизии в условном нахождении на территории противника. Подобные занятия проводят в глухой отдалённой местности, куда изолируют военнослужащих на длительный срок с минимальным запасом провизии, воды и всяких инструментов. Занятия с лётным составом проводят в специализированных центрах выживания ВВС, разыгрывают парашютное покидание или вынужденную посадку терпящего бедствие воздушного судна и отрабатывают практические навыки использования штатного аварийно-спасательного имущества и подручных средств в реальных условиях.

### Горная подготовка

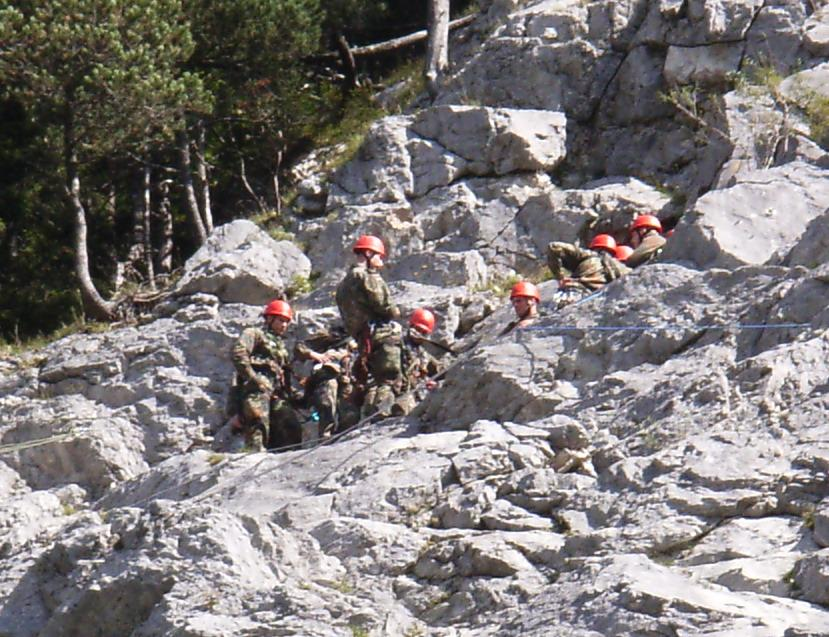
Горная подготовка.
Горнострелки на занятиях по скалолазанию.
Германия, 2008 год

Горная подготовка — обобщённый комплекс занятий по физической и тактической подготовке, конечной целью которого является получение военнослужащими навыков по передвижению и ведению боевых действий в горной местности. Состоит из индивидуальных и групповых занятий с элементами альпинизма по преодолению препятствий в горах (спуск и подъём на крутой склон, преодоление пропасти, расщелин или горной реки) и тактико-строевых занятий в составе подразделения.
В настоящее время горную подготовку практикуют в горнострелковых войсках и иных формированиях сухопутных войск, в чью зону ответственности входит горная местность.

### Кавалерийская подготовка

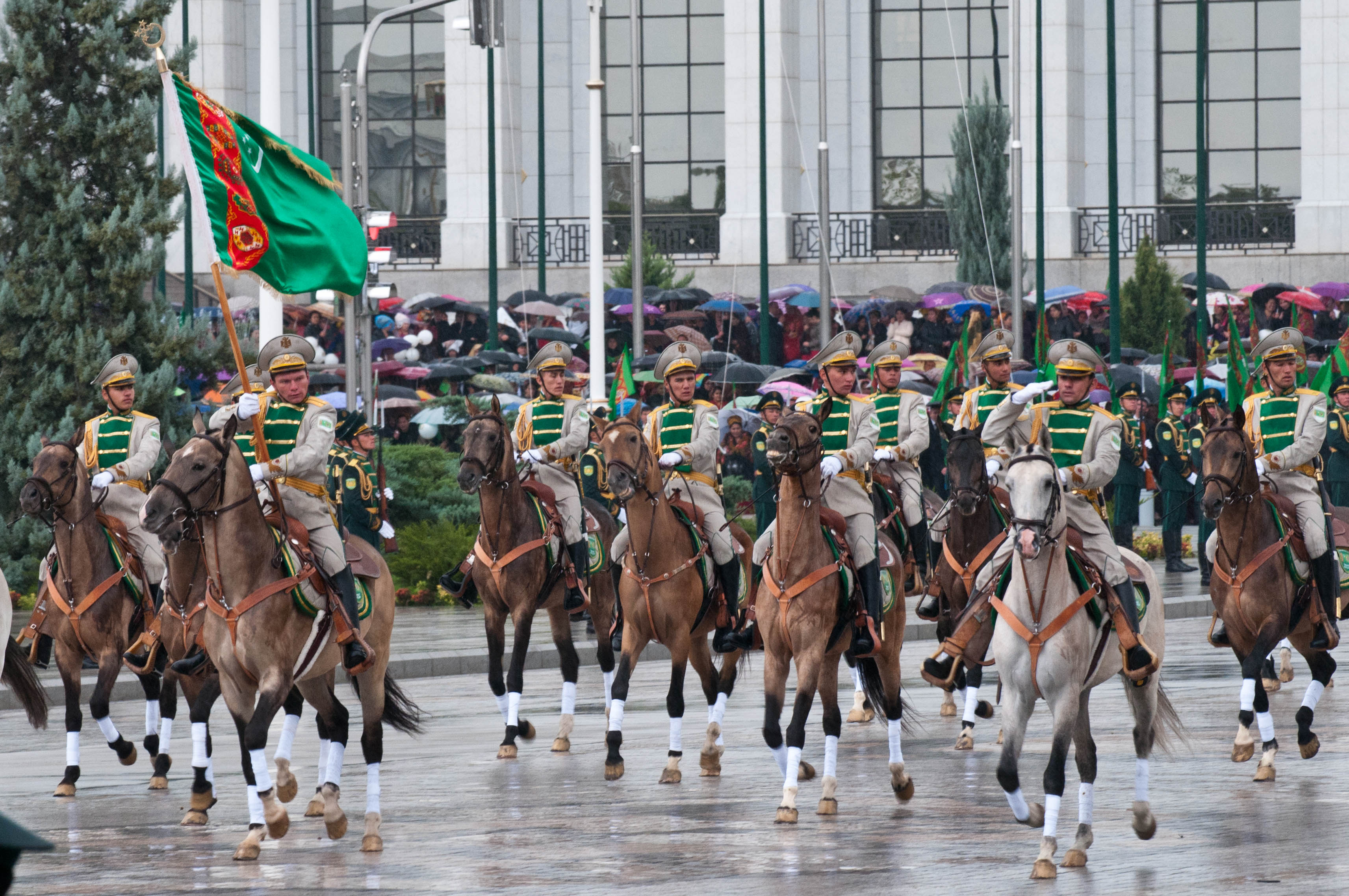
Церемониальное кавалерийское формирование.
Туркменистан, 2011 год

Кавалерийская подготовка (конная подготовка) — подготовка военнослужащих для верховой езды.
В связи с фактическим исчезновением кавалерии как рода войск, на современном этапе имеет значение только для некоторых ведомств в составе Вооружённых сил (пограничные войска, горнострелковые войска), в которых лошадей продолжают использовать в качестве индивидуального транспорта и вьючных животных в труднодоступной горной местности, а также для военных формирований, которые созданы для проведения торжественных церемоний. Подготовка последних весьма отличается от названной выше, таким образом, как таковую её следует подразделять на 2 разновидности:
- практическая кавалерийская подготовка — обучение езде на лошадях и некоторых иных видах вьючных животных в труднодоступной местности;
- показательная кавалерийская подготовка — подготовка к парадно-показательным мероприятиям с элементами конного спорта, джигитовки, конкура; последнюю, в свою очередь, делят на индивидуальную и подготовку в группе (для отработки слаженности движения верхом в конном строю).

## Оперативная подготовка
Оперативная подготовка — совокупность учебно-тренировочных мероприятий по боевой подготовке генералитета и высшего офицерского состава, главной целью которых является приобретение, усовершенствование и поддержание оперативно-тактических и оперативно-стратегических навыков в сочетании с выработкой умения реализовать их на практике в условиях мирного и военного времени.
Мероприятия по оперативной подготовке:
- Командно-штабные учения — вид учений в которых участвуют командиры и штабы воинских частей/соединений/объединений. В ходе КШУ командиры и штабы имитируют ведение боевых действий возглавляемых ими формированиями, отмечая условное перемещение подразделений на географических картах и на местности;
- Тренировки по приведению войск в высшие степени боевой готовности, при развёртывании, подготовке и проведении операций, учений и военных действий;
- Обучение старшего офицерского состава в высших военно-учебных заведениях;
- Полевые поездки — изучение на местности отдельных оперативно-тактических, военно-исторических вопросов, ТВД и других тем; форма оперативной подготовки офицеров, на которой также может совершенствоваться подготовка штабов; полевые поездки могут быть оперативными, тыловыми, специальными и военно-историческими; учебные вопросы отрабатывают путём рекогносцировок, групповых упражнений, летучек и иных мероприятий[19][20].